# ウラカ (カスティーリャ女王)

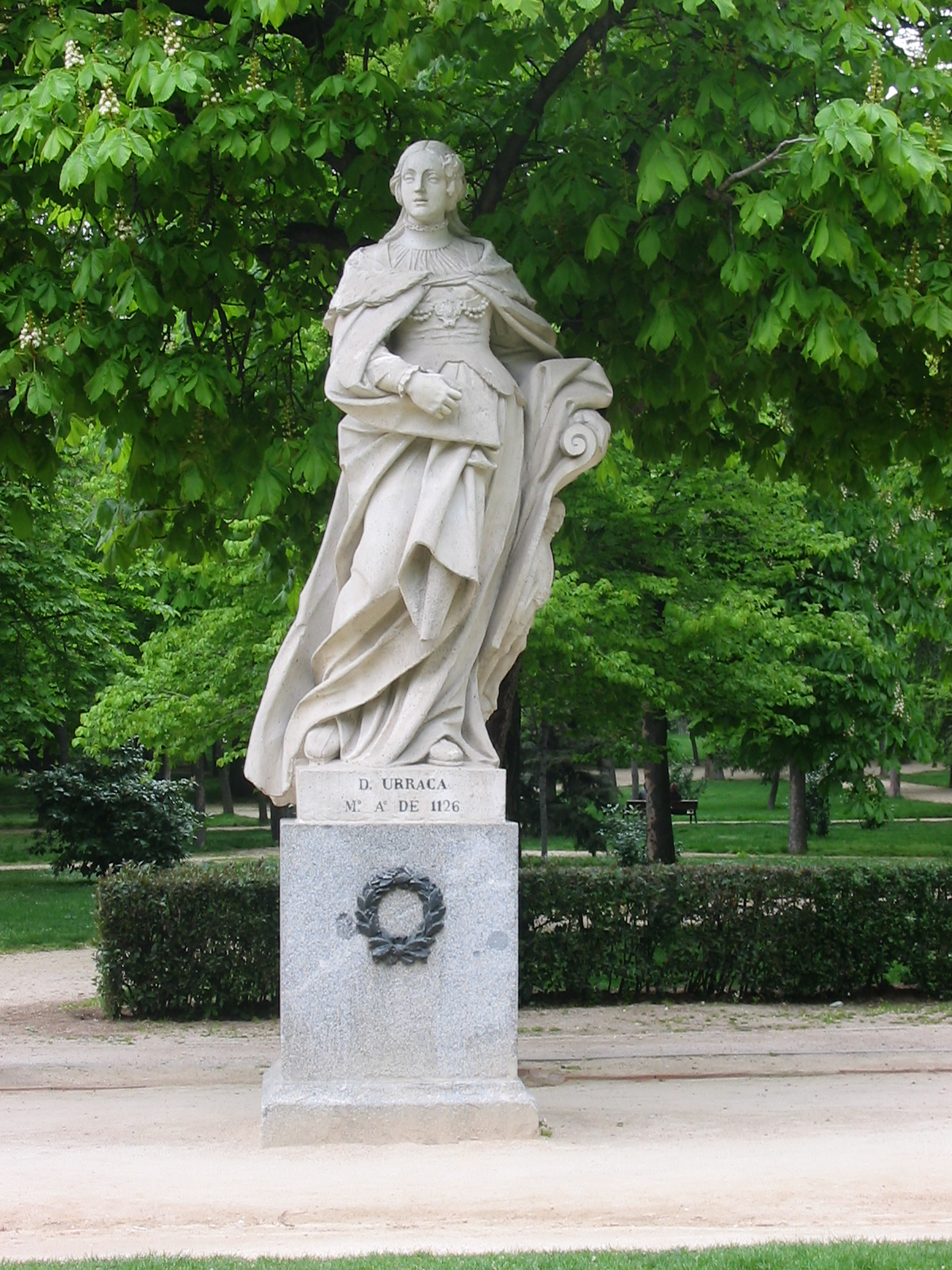
ウラカ女王像

ウラカ（Urraca, 1082年 - 1126年3月8日）は、カスティーリャ王国の女王（在位：1109年 - 1126年）。レオン王国の女王も兼ねる。また、
「全ヒスパニアの皇帝（英語: Emperor of All Spain）」を名乗った女皇帝だった。アルフォンソ6世と2番目の王妃コンスタンサ・デ・ボルゴーニャの娘。
母を通じ、フランスのブルゴーニュ公ロベール1世と初婚の妃でスミュール家出身であるエリー・ド・スミュールの外孫、母コンスタンサの実弟クリュニー修道院長ユーグの姪に当たる。

## 生涯
父アルフォンソ6世と2人目の王妃コンスタンサとの間に第一子長女として生まれる。嫡出の一人娘であったが、幼少の頃の記録はほとんど残っていない。
1093年に父王が迎えた4人目のムーア人の妃サイーダに異母弟サンチョが生まれたことで、サンチョは非嫡出子扱いであったためほとんどの司教達から王位継承を反対されていたが、アルフォンソ6世の主導により継承権はサンチョに譲渡され、一度ウラカは王位継承権から外れた。後1108年、サンチョがにウクレスの戦いで戦死してしまい、他に嫡出男子がなく、嫡出女子もウラカ以外は夭折したため、1109年の父王崩御により王位についた。
初婚で、1095年にガリシア伯ライムンドと結婚し、サンチャ、アルフォンソ・ラミレス（後のアルフォンソ7世）を生んだが、ライムンドは1107年に亡くなった。
ウラカは亡夫の後を継いで、ガリシアの領主となった。 それまでの彼女は、夫の影に隠れて従属的な立場にあったようだが、夫の死後、ウラカは地域の政治で主導的な役割を担うようになり、それは決して失われることはなかった。
1108年に父アルフォンソはムラービト朝の脅威からカスティーリャを守るため、ウラカを後継者に、孫アルフォンソを亡き婿ライムンドの後継者に定め、ウラカが再婚した場合、息子アルフォンソがガリシアを統治する権利を認め、同時にアラゴン王アルフォンソ1世との再婚を発表した。しかし、トレド大司教セディラックのベルナールは、ウラカとアルフォンソが又従兄妹同士であることを強調して結婚に反対されていた。
ちなみにこの頃、ウラカは求婚者の一人カスティーリャの貴族ララ伯家のゴメス・ゴンサレスと恋愛関係にあった。同年1108年5月29日、王太子であった異母弟サンチョがウクレスでアルモラヴィッドとの戦いで戦死した。
これにより王位継承のためウラカは1109年にアルフォンソ1世と再婚し、互いに相手の王国の「ソベラナ・ポテスタ（soberana potestas ）」を認め、将来の子供の相続人になることを宣言し、万が一、子供が生まれなかった場合には、生存した配偶者が相手の王位を継承するという協定を結び、夫アルフォンソ1世はすべての財産の共同主権者となった。
が、カスティーリャとアラゴンの合同は貴族から不評が相次ぎ、先夫との息子アルフォンソを擁立しようと考える派閥も現れた。
この結婚は失敗であり、恋愛体質で気まぐれなウラカと対照的にアルフォンソ1世は粗野な軍人肌の性格だったため2人の相性も悪く、さらにアルフォンソ1世は有名な女性蔑視論者であり、さらに継子のアルフォンソ王子を嫌っていた。一方ウラカは迷信的で特にカラスやライオンを恐れ、ガリシア地方での戦いの際には、モンテローソでウラカの保護を求めたガリシア貴族を殺害した夫を軽蔑していた。またアルフォンソ1世は派宮廷で定期的にウラカを辱め、公衆の面前で彼女を殴ったり蹴ったり暴力を振るうこともあったとも伝えられている。夫婦間に不協和音が出たカスティーリャは内乱に陥ってしまった。しかしながら、ウラカが夫と別れた正確な状況は不明とされている。
異母姉テレサと夫のポルトゥカーレ伯エンリケが独立を画策、サアグンも自治コミューンを樹立してアルフォンソ1世と提携する中、1111年にウラカは近親婚を理由にアルフォンソ1世との結婚を解消、同時代の資料によれば、彼女は助言者と相談した後、アルフォンソのもとを去ったという。アルフォンソ1世はウラカの不貞を否定し、彼女が「好きなことをする自由」を与えたと記している。ウラカが2人目の夫と一緒にいたことを示す最後の文書は、1112年5月22日に発行されている。
アルフォンソ1世はアラゴンへ戻った後、1116年にウラカは支援を失ったサアグンを制圧した。しかし、東はアルフォンソ1世の侵攻に晒されカラオラ・タラソナ・トゥデラ・エピラ・ボルハなどを1119年に奪われ、西はポルトゥカーレが独立へ進み、カスティーリャの弱体化が明らかになった。
この隙にムラービト朝がカスティーリャへの攻撃を開始、トレドを攻撃してタホ川流域の他の都市も襲撃して奪い取ったが、トレドを含む一部の自治都市の抵抗で持ちこたえ、結果的に小競り合いに終始してカスティーリャへの侵攻は阻止された。苦難に満ちた治世を過ごした後、1126年に44歳で亡くなり、息子がカスティーリャ・レオン王アルフォンソ7世として即位した。
3度目の夫は、ララ伯ペドロ・ゴンサレスである。
サンティアゴ・デ・コンポステーラに存在する聖遺物の1つである「小ヤコブの頭部」をもたらした。これは当初、同聖地においては失われたとされていた「大ヤコブの頭部」という触れ込みであった。